# Садайдзин
Садайдзин (яп. 左大臣, さだいじん, Левый министр) — должность чиновника высокого ранга в Японии.
1. Один из председателей Палаты большого государственного совета 8 — 19 века. Руководил государственными делами. По рангу находился ниже верховного государственного министра и выше удайдзина. Другие названия — сафу (яп. 左府), сасёдзё (яп. 左丞相), сабокуя (яп. 左僕射), хидари-но-оимоутигими, хидари-но-отодо.
2. Один из председателей Палаты большого государственного совета в «системе Дайдзёкан» 1869—1885 гг, во времена реставрации Мэйдзи. Руководил государственными делами, был советником Императора.